# 女生徒 (短編集)
『女生徒』（じょせいと）は、太宰治の短編小説集。
女性読者から送られた日記を題材に、14歳の少女の1日を、独自体で綴った短編作品。思春期の少女の心の揺らぎや不安定な自意識を、繊細かつ軽快に描いた。
1939年（昭和14年）7月20日、砂子屋書房より刊行された。装幀は山田貞一。定価は1円80銭だった。
1992年（平成4年）6月19日、日本近代文学館より「名著初版本複刻太宰治文学館」シリーズの一冊として当時の体裁どおりに復刊された。
2015年（平成27年）1月9日、本書の電子書籍版がITmediaより発売された。

## 内容
|   | タイトル     | 初出                             | 備考                         |
| - | ------------ | -------------------------------- | ---------------------------- |
| 1 | 満願         | 『文筆』1938年9月号              |                              |
| 2 | 女生徒       | 『文學界』1939年4月号            | のちに『女性』に再録された。 |
| 3 | I can speak  | 『若草』1939年2月号              |                              |
| 4 | 富嶽百景     | 『文体』1939年2月号、3月号       |                              |
| 5 | 懶惰の歌留多 | 『文藝』1939年4月号              |                              |
| 6 | 姥捨         | 『新潮』1938年10月号             |                              |
| 7 | 黄金風景     | 『國民新聞』1939年3月2日、3月3日 |                              |

## 関連作品

### 映画
- 『スクールガール・コンプレックス～放送部篇～』 - 小沼雄一監督、青山裕企原案 -主人公が所属する放送部によって本編が朗読される。